# Parechi
Parechi (en macédonien Пареши) est un village du sud-ouest de la Macédoine du Nord, situé dans la municipalité de Tsentar Joupa. Le village comptait 117 habitants en 2002. 